# Palio dei Micci
Il Palio dei Micci è una manifestazione folcloristica che si svolge a Querceta, in paese e nel campo sportivo comunale del Buon Riposo a Pozzi di Seravezza.
Ideato nel 1956 e tenuto in data prossima al 19 marzo, per la fiera di San Giuseppe, nelle prime cinque edizioni, è stato poi spostato alla seconda domenica dopo Pasqua, poi all'ultima domenica di maggio e infine alla prima di maggio.
Il palio consiste in una corsa di otto asini (detti micci nel dialetto locale), guidati da fantini, ognuno in rappresentanza di una delle otto contrade che partecipano alla manifestazione. Tra le prime manifestazioni in Italia per il grande afflusso di partecipanti vestiti con abiti storici.

## Storia del Palio

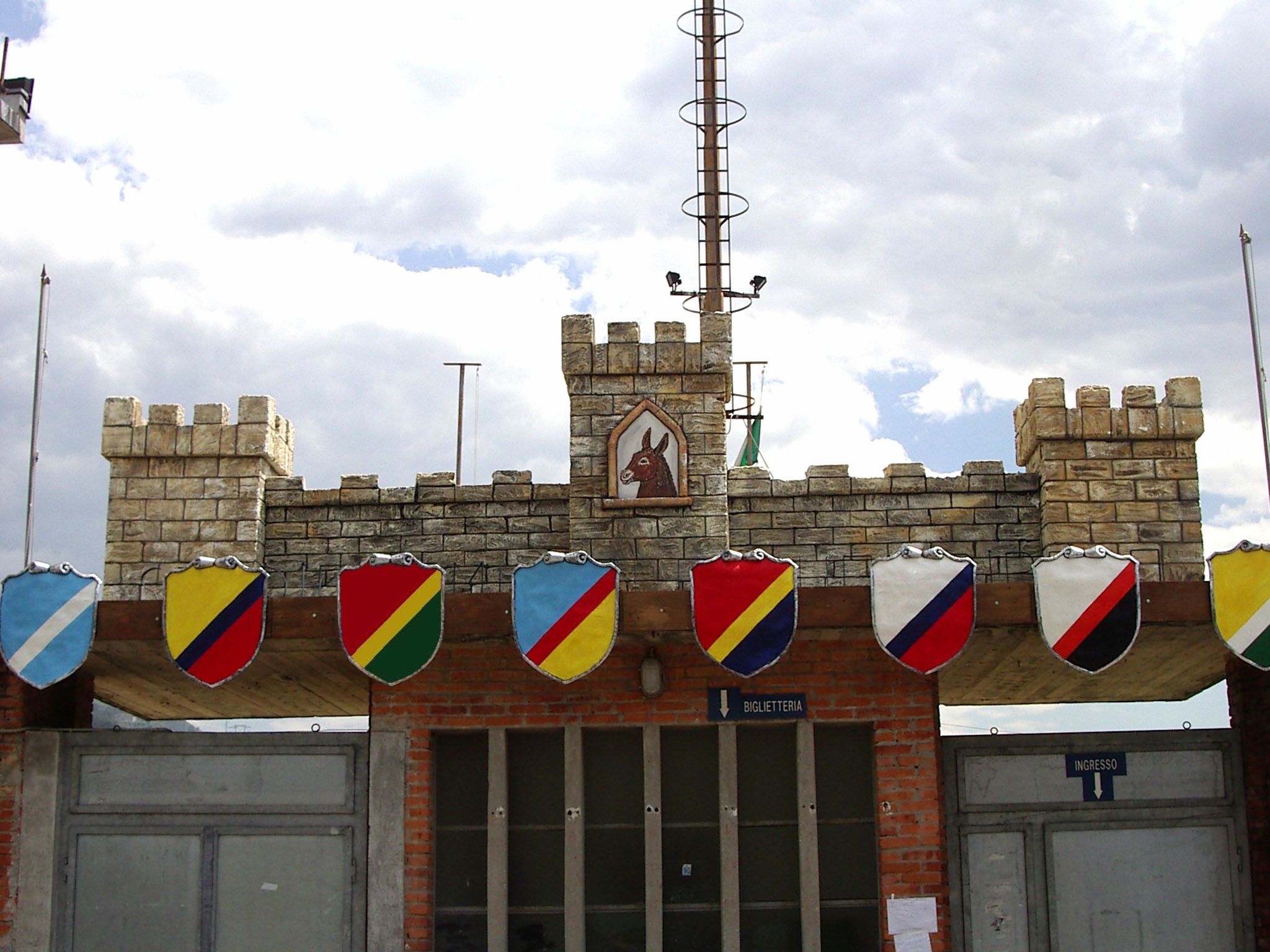
L'entrata principale allo stadio comunale scenografata nel 2008

Il Palio dei Micci fu istituito nel 1956 da un comitato cittadino. Gli abitanti della piana si organizzarono in diverse borgate, nominate contrade solo dall'edizione successiva.
Nato di contorno alla Fiera del patrono San Giuseppe (19 marzo), le prime due edizioni si svolsero in un piccolo appezzamento di terra adibito a campo di calcio, in località Marzocchino.
Successivamente l'evento fu spostato negli spazi erbosi del cosiddetto campo del Cavaliere, già pertinenze dell'antica villa del Buon Riposo. In quella stessa area oggi sorge l'attuale stadio comunale.
L'edizione del 1961 fu l'anno del "Palio Scovato", annullata per le avverse condizioni meteo dovute a un tifone.
L'edizione del 1964, venne svolta a cronometro per le strade del centro di Querceta. L'anno successivo invece si svolse per le strade della vicina località di Marzocchino e nel 1966 le contrade tornarono a gareggiare all'interno del neonato stadio del Buon Riposo. Il 23 aprile 1978 fu realizzato un servizio sull'evento da Movietone News.
Col passare degli anni, il Palio dei Micci è stato inserito nelle tradizioni storiche della Toscana.
Dal 1991 si aggiunse il premio per il "Tema" (o Soggetto storico) assegnato alla miglior rappresentazione coreografica e scenografica presentata dalle contrade al centro del campo sportivo, che si svolge in contemporanea con la sfilata storica.
Il 25 settembre 2005, in occasione della cinquantesima edizione della manifestazione, fu organizzato il Palio dei Palii: oltre alle otto contrade del Palio dei Micci, si sfidarono nella corsa anche alcune contrade rappresentanti i Palii di Ferrara, Romano d'Ezzelino, Bereguardo, Cameri, Torrita di Siena, Roccastrada, Orani, Cuccaro Vetere e Perfugas. La corsa fu disputata a batterie.
Nel 2020 e nel 2021, a causa delle varie restrizioni che il governo aveva disposto per contrasto alla diffusione dell'epidemia da Covid-19, sia il Palio che tutte le altre manifestazioni legate non furono svolte. La manifestazione riprende a svolgersi nel 2022.
Il Palio è descritto in Donkey Races, (2006) documentario prodotto da Australian Broadcasting Corporation.

## Contrade partecipanti

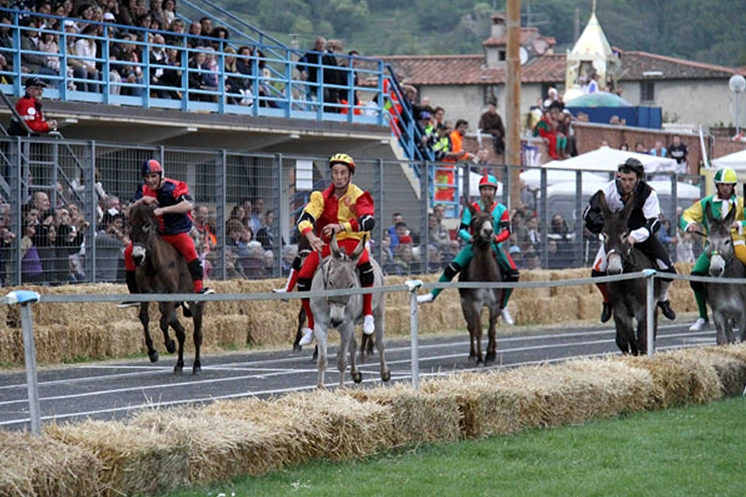
La corsa del 2010

Le contrade rappresentano le frazioni o località della piana del comune di Seravezza. Alcune comprendono anche porzioni dei comuni di Forte dei Marmi e Pietrasanta.
Ciascuna di esse ha due colori principali più un terzo, di complemento (non però la Cervia che, storicamente, non ha colore complementare). I colori, primi segni distintivi di ogni Contrada, sono riportati nei costumi del rispettivo corteo storico e nei singoli stemmi.

## Il Palio
La corsa, degli otto asini in rappresentanza delle otto contrade, ha luogo nel tardo pomeriggio e prevede sei giri di un tracciato, per totali 1 800 metri, in un circuito ad anello ricavato sul prato dello stadio.
La contrada vincitrice conserva il cosiddetto Palio, ovvero un gonfalone raffigurante la Sacra Famiglia in fuga verso l'Egitto.
Al termine della manifestazione vengono attribuiti altri premi tra i quali il premi al miglior gruppo musici (Trofeo Fratelli Meccheri, istituito dalla contrada "Il Ponte" a ricordo di Silvia, Stefano e Francesca, attivi contradaioli scomparsi a seguito di un tragico incidente mentre ritornavano a casa dopo aver trascorso la domenica di Carnevale a Viareggio nel 1982).

## Albo d'oro
Di seguito è riportato il numero di vittorie per ogni contrada riguardanti la corsa dei micci.
| Numero di vittorie | Contrada      |
| ------------------ | ------------- |
| 5                  | La Cervia     |
| 6                  | Il Leon d'Oro |
| 11                 | La Lucertola  |
| 13                 | La Madonnina  |
| 12                 | Il Ponte      |
| 9                  | Il Pozzo      |
| 5                  | La Quercia    |
| 5                  | Il Ranocchio  |